# Synagoga w Turobinie
Synagoga w Turobinie – nieistniejąca synagoga, która znajdowała się w Turobinie, przy obecnej ulicy Hetmana Górki.
Synagoga została zbudowana po 1825 roku. Podczas I wojny światowej, w 1915 roku budynek spłonął, po czym został odbudowany. Podczas II wojny światowej, hitlerowcy zdewastowali wnętrze synagogi. Po zakończeniu wojny budynek przebudowano na potrzeby gminnej spółdzielni. W 1972 roku został rozebrany.
Obok synagogi znajdował się osobny dom modlitwy dla kobiet.